# Julie Wilson
Julie Wilson (Omaha, 1924. október 21. – Manhattan, 2015. április 5.) amerikai énekesnő, színésznő. A kabaré királynőjének nevezték. 1989-ben Tony-díjra jelölték a „Legs Diamond” című musicalfilmben nyújtott alakításáért.

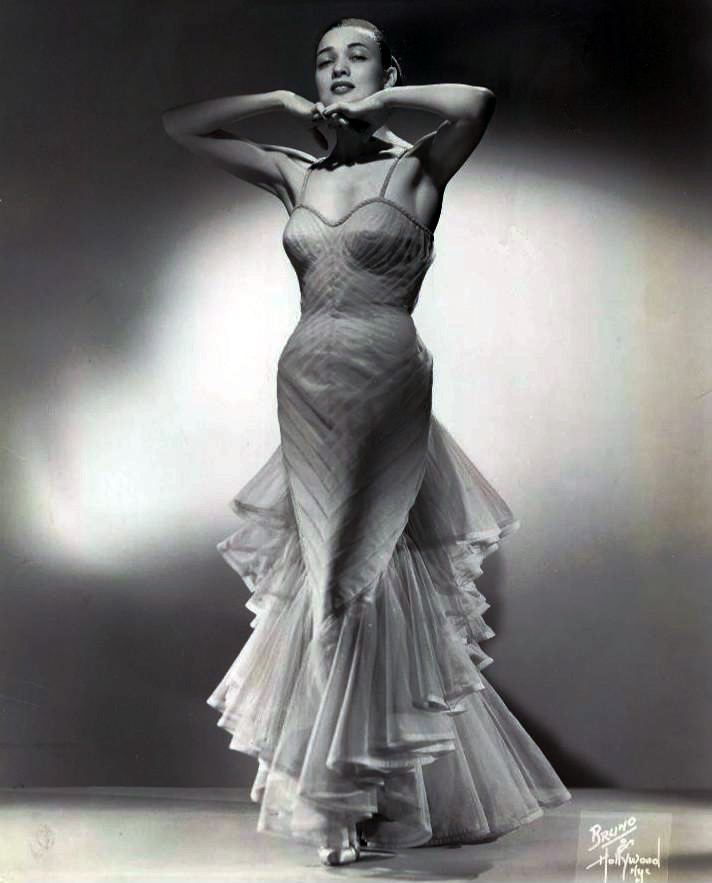
1963-ban

## Pályakép
Édesanyja, Emily Wilson fodrász volt, édesapja, Russell Wilson szenet árult. Tinédzserkorában a Hank's Hepcats helyi zenei együttessel szerepelt. Rövid ideig az Omaha Egyetemre járt. Elnyerte a Miss Nebraska címet, és részt vett volna a Miss Americán is, amíg kiderült, hogy még éppen nem érte el az előírt 18 éves korhatárt.
A második világháború idején New Yorkba ment, és Manhattan két vezető éjszakai klubjában, a Latin Quarterben és a Copacabanában talált munkát. A pletykarovat vezetője, Hedda Hopper egy 1948-as újság rovatában azt írta, hogy Wilsont „Arthur Freed teszteli a Metro-Goldwyn-Mayer-nél.”
A Broadway színpadán az 1946-os „Three to Make Ready” című revüben debütált. 1951-ben Londonba ment, ahol a West End színházában a „Kiss Me, Kate” főszereplője volt. Négy évig Londonban is maradt, és olyan műsorokban szerepelt, mint a „South Pacific” és a „Bells Are Ringing”. Eközben a Royal Academy of Dramatic Arton tanult.
Visszatérve New Yorkba helyettesítette Joan Dienert Kismet musicalben. További Broadway-szerepei: The Pajama Game (1954), Jimmy (1969), Park (1970) és a Legs Diamond (1988). A Show Boat, a Panama Hattie, a Silk Stockings, a Follies, a Company, a Little Night Music című filmekben is szerepelt.
1957-ben Julie Wilson Ray Anthonyval és zenekarával énekelt, és énekelt a „This Could Be The Night” című film zenéjében. Színészi szerepet kapott a „This Could Be The Night” című filmben, mint Ivy Corlane énekes. Televíziós szerepei közé tartozik a „The Secret Storm” című amerikai szappanopera. Fellépett a „Hallmark Hall of Fame-ben” a Kiss Me, Kate-tel, és az „Ed Sullivan Show” nem egy műsorában is.
Wilson 2015. április 5-én agyvérzést kapott Manhattanben, és még aznap meghalt. 90 éves volt.

## Albumok
- Love, 1956
- My Old Flame, 1957
- This Could Be the Night, 1957
- Julie Wilson at the St.Regis, 1958 (Trio van Marshall Grant)
- Meet Julie Wilson, 1962
- Sings the Stephen Sondheim Songbook, 1987
- Sings the Kurt Weill Songbook, 1988
- Sings the Harold Arlen Songbook, 1989
- Sings the Cole Porter Songbook, 1990
- Sentimental Journey, 1995
- Julie Wilson Live (From the Russian Tea Room), 1995
- Sings the George Gershwin Songbook, 1999
- Sings the Cy Coleman Songbook, 2000

## Filmek
- 1954: The Secret Storm (tévésorozat)
- 1956: Sunday Spectacular: The Bachelor (tévéfilm)
- 1957: The Strange One
- 1957: This Could Be the Night
- 1957: Suspicion (tévésorozat)
- 1957: Kraft Television Theatre (tévésorozat)
- 1958: Kiss Me, Kate (tévéfilm)
- 1959: The Phil Silvers Show (tévésorozat)
- 1962: Some Like It Cool (Jill)
- 1976–1982: The Young Doctors (tévésorozat)
- 1981: Alison's Birthday
- 1984: Mike Hammer (tévésorozat)
- 1991: Monsters (tévésorozat)
- 1997: Rough Riders (tévésorozat)
- 2008: Vote and Die: Liszt for President

## Díjak
- 1989: Tony-díj jelölés

## Fordítás
Ez a szócikk részben vagy egészben  a   Julie Wilson című angol Wikipédia-szócikk ezen változatának fordításán alapul.  Az eredeti cikk szerkesztőit annak laptörténete sorolja fel. Ez a jelzés csupán a megfogalmazás eredetét és a szerzői jogokat jelzi, nem szolgál a cikkben szereplő információk forrásmegjelöléseként.